# دالیدا (فیلم ۲۰۰۵)
دالیدا (فرانسوی: Dalida) یک تله‌فیلم دو قسمتی فرانسوی-ایتالیایی محصول سال ۲۰۰۵ در سبک فیلم زندگی‌نامه‌ای به کارگردانی جویس بونوئل با بازی سابرینا فریلی در نقش دالیدا است.
این فیلم به زندگی خواننده فرانسوی-ایتالیایی دالیدا می‌پردازد، از تولد او با پدر و مادر ایتالیایی در قاهره، مصر، تا حرفه طولانی و موفق خوانندگی وی در اروپا، آسیا، آمریکا و آفریقا تا مرگ غم انگیزش در پاریس، فرانسه.

## بازیگران
- سابرینا فریلی در نقش دالیدا
- شارل برلینگ در نقش لوسین موریس
- مایکل جوناسز در نقش برونو کوکواتریکس
- کریستوفر لمبرت در نقش ریچارد چانفری
- آرنو جیووانینتی در نقش برونو/اورلاندو
- آلساندرو گاسمان در نقش لوئیجی تنکو
- فانی ژیلز در نقش رزی
- وینسنت لکور در نقش ژان سوبیسکی
- کارول ریچرت در نقش سولانژ
- استفان اسپاسوف در نقش کلودیوس
- فابریس دویل در نقش ادی بارکلی